# 沃姆拉特
沃姆拉特是德国莱茵兰-普法尔茨州的一个市镇。总面积8.39平方公里，总人口206人，其中男性101人，女性105人（2011年12月31日），人口密度25人/平方公里。